# Hydrophis lamberti
Espèce
Synonymes
- Chitulia lamberti (Smith, 1917)

Statut de conservation UICN

 LC  : Préoccupation mineure
Hydrophis lamberti ou Hydrophide de Lambert est une espèce de serpents marins de la famille des Elapidae.

## Répartition
Cette espèce se rencontre dans l'océan Pacifique occidental dans les eaux des Philippines, du Viêt Nam, de la Thaïlande et de Singapour.

## Description
L'holotype de Hydrophis lamberti mesure 860 mm dont 80 mm pour la queue, mais les plus grands individus atteignent 1 220 mm. Cette espèce a la tête olive jaunâtre. Son dos est gris jaunâtre et présente entre 33 et 38 marques sombres en forme de losange. Sa face ventrale est blanc jaunâtre. 
C'est un serpent marin venimeux. Il mange presque exclusivement des poissons-chats.
Les individus pêchés au chalut y sont exploités pour leur peau et pour la viande qui est fumée puis envoyée au Japon.

## Publication originale
- Smith, 1917 : Preliminary diagnoses of four new sea snakes. Journal of the Natural History Society of Siam, vol. 2, p. 340-342 (texte intégral).